# Сальный
Са́льный (чув. Сальный) — посёлок Алатырского района Чувашской Республики. Относится к Новоайбесинскому сельскому поселению.

## Географическое положение
Посёлок расположен в 31 км по автодорогам к востоку от районного центра, Алатыря. Ближайшая железнодорожная станция Алатырь — там же. Находится на правом берегу реки Бездна. Через посёлок проходит автодорога Алатырь — Сойгино, соединяющая посёлок с центром поселения, селом Новые Айбеси, расположенным в 6 км к югу.

## История
Посёлок впервые упоминается в 1926 году. Жители (русские и чуваши) были заняты в лесном хозяйстве. С 1927 года относился к Новоайбесинскому сельсовету, ныне Новоайбесинскому сельскому поселению, Алатырского района.

## Население
| 2010 | 2012 |
| ---- | ---- |
| 6    | ↘5   |

Число дворов и жителей:
- 1926 — 8 дворов, 17 мужчин, 9 женщин.
- 1939 — 95 мужчин, 76 женщин.
- 1979 — 19 мужчин, 28 женщин.
- 2002 — 7 дворов, 3 мужчины, 4 женщины; из них 6 чувашей[5].
- 2010 — 2 частных домохозяйства, 6 человек: 3 мужчины, 3 женщины[2].